# Lions Gibraltar FC
Lions Gibraltar FC is een professionele Gibraltarese voetbal- en sportclub, opgericht in 1966. Het eerste team speelt in de Gibraltar National League. Net als elke club op het schiereiland speelt ook Lions Gibraltar FC in het Victoria Stadium. 
Lion Gibraltar FC heeft ook een vrouweneftal, Lions Gibraltar FC.

## Bekende (oud-)spelers
- Bradley Banda

Bruno’s Magpies · 
College 1975 · 
Europa FC · 
Europa Point · 
Glacis United · 
St Joseph's FC · 
Lincoln Red Imps · 
Lions Gibraltar · 
Lynx FC · 
Manchester 62 · 
Mons Calpe